# Takako Kobayashi
Takako Kobayashi –en japonés, 小林 貴子, Kobayashi Takako– (2 de abril de 1968) es una deportista japonesa que compitió en judo. Ganó una medalla de bronce en el Campeonato Mundial de Judo de 1989, y una medalla de plata en los Juegos Asiáticos de 1990.

## Palmarés internacional
| Campeonato Mundial | Campeonato Mundial    | Campeonato Mundial | Campeonato Mundial |
| Año                | Lugar                 | Medalla            | Categoría          |
| ------------------ | --------------------- | ------------------ | ------------------ |
| 1989               | Belgrado (Yugoslavia) | Medalla de bronce  | –61 kg             |
| Juegos Asiáticos   |                       |                    |                    |
| Año                | Lugar                 | Medalla            | Categoría          |
| 1990               | Pekín (China)         | Medalla de plata   | –61 kg             |